# Instrument de corda percudida

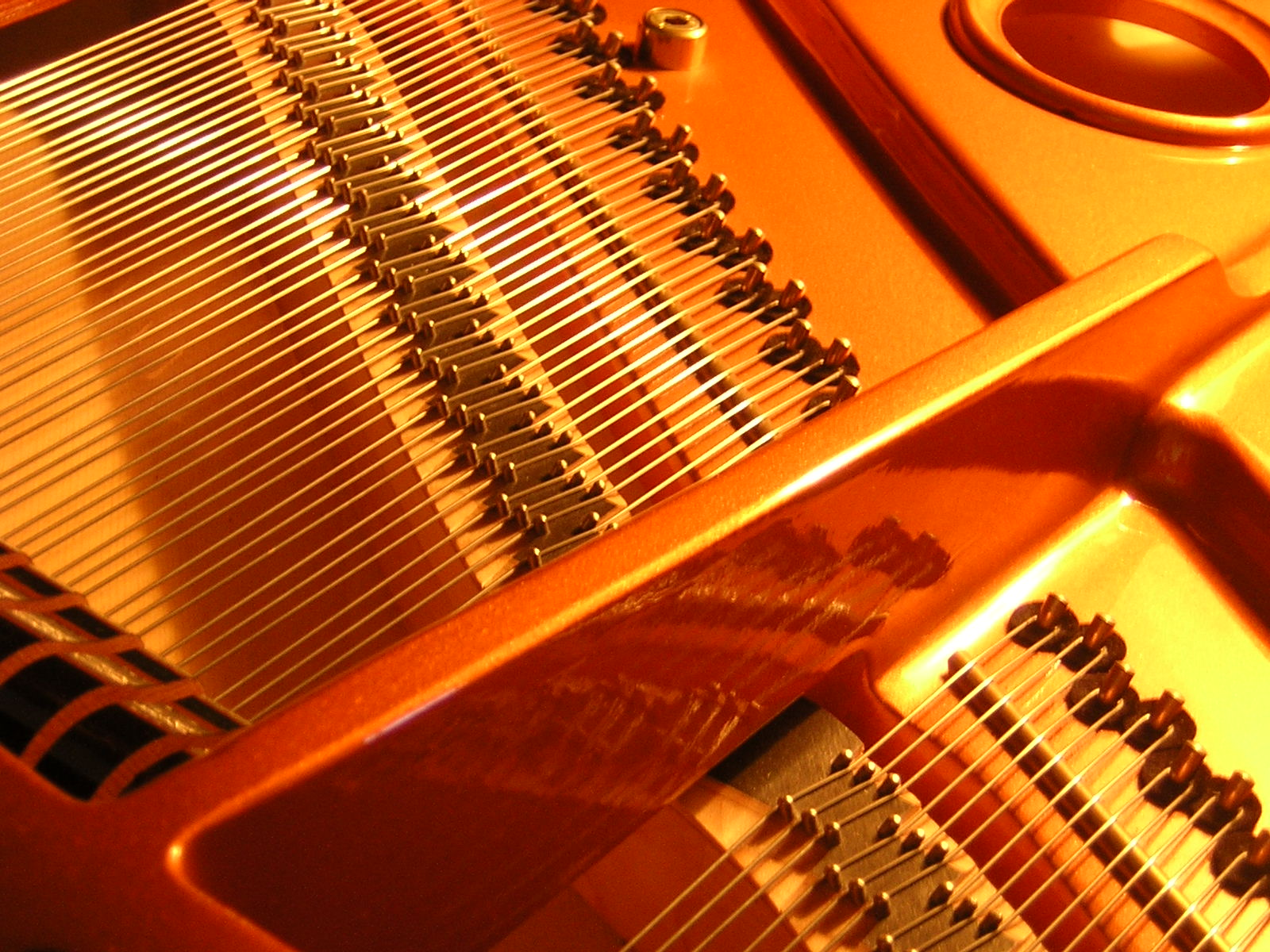
Cordes percudides d'un piano.

Els  instruments de corda percudida  són aquells instruments de corda en què aquesta es posa en vibració en ser colpejada per un petit martell o unes palanques unides a les tecles. L'instrument de tecla més destacat és el piano, altres exemples són el clavicordi, el quijongo, el santur i el teclat, que també pertany a una altra família d'instruments.

## Llista per continents

### Amèrica
- Berimbau
- Chapman Stick

### Asia
- Santour
- Yangqin

### Europa
- Clavicordi
- Cymbalum
- Roach
- Hackbrett
- Dulcimer
- Piano
- Piano-forte
- Salteri